# Nel nostro cielo un rombo di tuono
Nel nostro cielo un rombo di tuono è un film del 2022 diretto da Riccardo Milani.
Omaggio del regista a Gigi Riva, il docu-film ripercorre la vita e la carriera del capocannoniere.

## Produzione
Il film è stato prodotto con il sostegno della Regione Autonoma della Sardegna, della Fondazione Sardegna Film Commission, della Fondazione di Sardegna, del Comune di Cagliari e del Cagliari Calcio.

## Promozione
Il trailer è stato diffuso online il 24 ottobre 2022 e cinque giorni dopo all'Unipol Domus, in occasione dell'undicesima giornata del girone di andata del campionato cadetto 2022-2023.

## Distribuzione
Dal 7 novembre 2022 (giorno del settantottesimo compleanno dell'ex calciatore, il quale ha assistito alla première dell'opera dal Teatro Massimo di Cagliari) il film è stato distribuito nell'isola, mentre dall'11 dello stesso mese è stato reso disponibile in tutte le sale.